# Anders Bäckman
Anders Bäckman, né le 17 octobre 1985 à Sipoo, est un coureur cycliste finlandais.

## Biographie
Anders Bäckman participe à ses premières courses cyclistes à l'âge de douze ans. Physiothérapeute de formation, il travaille dans sa ville natale mais vit à Espoo, avec son fils Alvin. 
En 2005, il participe aux championnats d'Europe espoirs à Moscou, où il abandonne. Il est notamment dixième du championnat de Finlande sur route en 2008 et huitième en 2009. Victime d'une rectocolite hémorragique, il met le cyclisme entre parenthèses à l'été 2011. Il reprend la compétition en 2014, et commence également à travailler comme fabricant de bicyclette dans un magasin de vélo.
Jusqu'alors peu connu, il crée la surprise en devenant champion de Finlande sur route en 2018, à Noormarkku,.

## Palmarès et résultats

### Par année
- 2003
  - 3e du championnat de Finlande sur route juniors
- 2018
  -  Champion de Finlande sur route
- 2019
  - Syysetapit :
    - Classement général
    - 2e étape

  - 2e du championnat de Finlande sur route
- 2020
  - Tour de Helsinki
- 2021
  - Satakunnan Ajot
  - 2e étape de Syysetapit
  - 2e de Syysetapit
- 2022
  -  Champion de Finlande sur route
- 2023
  - Hyrylän Ajot
- 2024
  - Vantaa Keväpolkaisu
- 2025
  - Porvoon Ajot
  - 2e du championnat de Finlande du contre-la-montre par équipes

### Classements mondiaux
| Année                                 | 2018 | 2019  | 2020 | 2021  | 2022 | 2023  |
| ------------------------------------- | ---- | ----- | ---- | ----- | ---- | ----- |
| Classement mondial                    | 770e | 1507e | nc   | 1819e | 984e | 3163e |
| UCI Europe Tour                       | 461e | 1004e | nc   | 1250e | 717e | nc    |
|                                       |      |       |      |       |      |       |
| Légende : nc = non classéSource : UCI |      |       |      |       |      |       |